# Metanoia (psicología)
Metanoia (del griego μετάνοια, metanoia, cambio de la mente) en la psicología analítica de Carl Gustav Jung denota un proceso de reforma de la psique como un medio de autocuración. Constituye una propuesta de explicación para el fenómeno de la crisis psicótica. En este caso, la metanoia es vista como un proceso potencialmente productivo, y por lo tanto los episodios psicóticos de los pacientes no tienen por qué ser siempre impedidos de un modo necesario.
En la psicología de Carl Jung, metanoia indica un intento espontáneo de la psique por curarse de un conflicto insoportable a través de su desestructuración y posterior renacimiento en una forma más adaptativa. Jung creía que los episodios psicóticos en particular podrían entenderse como crisis existenciales que a veces eran intentos de autorreparación. El concepto de Jung de metanoia influyó en Ronald David Laing y el movimiento de las comunidades terapéuticas que tuvo por objeto, a ser posible, apoyar a las personas mientras se desestructuraban y pasaban a la curación espontánea, en lugar de frustrar tales esfuerzos de autorreparación mediante el fortalecimiento de las defensas existentes, lo que conduce al mantenimiento del conflicto subyacente.

## Etimología
El término deriva de los términos en griego antiguo μετά (metá) (que significa "más allá" o "después") y νόος (noeō) (que significa "percepción" o "comprensión" o "mente"), y adquiere diferentes significados en diferentes contextos.